# بيار ليفي
بيار ليفي (بالفرنسية: Pierre Lévy)‏ (ولد في 1956 في تونس) هو فيلسوف فرنسي درس تأثير الإنترنت على المجتمع.
طالب ل ميشال سيريس وكورنيليوس كاستردس في جامعة السوربون، وتخصص في مونتريال، وكتب دراسات عن الآثار الثقافية للحوسبة، وعن عالم النص التشعبي، وآثار العولمة، وهو أستاذ لمادة الذكاء الجماعي في جامعة أوتاوا.
بيير ليفي يهتم بأجهزة الكمبيوتر والإنترنت كأدوات لزيادة قدرة التعاون ليس فقط للجنس البشري ككل، ولكن أيضا لصالح المجتمع كجمعيات ومؤسسات وجماعات محلية، الخ. ويقول ان الهدف الاسمى للإنترنت هو الذكاء الجماعي، وهو مفهوم كان قد تم تداوله من قبل فلاسفة الماضي، وهكذا عرفه في مقابلة:
"ما هو الذكاء الجماعي؟. أولا علينا أن ندرك أن الذكاء موزع اينما يوجد بشر، وأن هذا الذكاء المنتشر في كل مكان، يمكن استغلاله على أكمل وجه من خلال التقنيات الجديدة، وبخاصة بوضعها معا. اليوم، إذا كان هناك شخصان تفصلهما مسافة كبيرة. ولديهما معرفتين تكميليتين، من خلال التكنولوجيات الجديدة، يمكنهما التواصل مع بعضهما وتبادل تلك المعرفة، والتعاون. وقال، بعبارات عامة، هذا هو أساس الذكاء الجماعي»

## تعليمه
ولد بيار ليفي في تونس العاصمة سنة 1956. تحصل على شهادة الماجستير في تاريخ العلوم من جامعة السربون في 1980. ثم بعد ثلاثة سنوات، تحصل على شهادة الدكتوراه في علم الإجتماع.